# Макаренко Омелян Іванович
Макаренко Омелян Іванович (5 серпня 1892, станиця Селенгінська, Селенгінський повіт, Забайкальська область, Російська імперія — ?) — полковник Армії УНР.

## Життєпис
Народився на станиці Селенгінська Забайкальської області. 
Закінчив Глухівський учительській інститут, Оренбурзький Неплюєвський кадетський корпус (12 червня 1914 року), вийшов хорунжим до 3-го Верхньо-удинського козачого полку Забайкальського козачого війська. З 3 травня 1917 року обіймав посаду старшого ад'ютанта штабу 3-ї Окремої Забайкальської козачої дивізії. Був нагороджений всіма орденами до Святого Станіслава II ступеня з мечами та биндою. Останнє звання у козацьких військах російській армії — підосавул.
7 вересня 1918 року вступив до Лубенського Сердюцького кінно-козачого полку Армії Української Держави, у складі якого 18 листопада 1918 року перейшов на бік військ Директорії.
З 5 грудня 1918 року — начальник штабу 1-ї пішої дивізії Січових стрільців. З 7 березня 1919 року — начальник кінного вишколу корпусу Січових стрільців Дієвої Армії УНР. З 25 травня 1919 року — помічник командира Кінного полку Січових стрільців Дієвої Армії УНР. З 14 серпня 1919 року — старший помічник командира 2-го кінного полку ім. М. Залізняка. 21 листопада 1919 року був інтернований польською владою. З 23 лютого 1920 року — в. о. начальника штабу Окремої пішої бригади Армії УНР у Могилівському та Ямпільському повітах. З 1 квітня 1920 року і до 1922 року — помічник начальника штабу 2-ї стрілецької (згодом — 3-ї Залізної) стрілецької дивізії Армії УНР. 
Подальша доля невідома.